# Wilfried Reybrouck
Wilfried Reybrouck (Brugge, 27 januari 1953) is een voormalig Belgisch wielrenner. De jongere broer van Guido Reybrouck was profwielrenner van 1974 tot en met 1979. In zijn eerste profjaar won hij direct een etappe in de Giro d'Italia, waarna hij twee dagen in de roze trui reed. Deze moest hij afstaan aan José Manuel Fuente, omdat hij (in de roze trui) buiten tijd binnenkwam.

## Belangrijkste overwinningen
1974
- 1e etappe Giro d'Italia

1975
- 3e etappe Ronde van Nederland

## Resultaten in voornaamste wedstrijden
| \| Jaar \| Ronde van Italië \| Ronde van Frankrijk \| Ronde van Spanje \| \| ---- \| ---------------- \| ------------------- \| ---------------- \| \| 1974 \| buiten tijd (1) \| \| \| \| 1975 \| opgave \| \| \| \| 1976 \| \| \| opgave \|(*) tussen haakjes aantal individuele etappe-overwinningen |                  |                     |                  |
| Jaar | Ronde van Italië | Ronde van Frankrijk | Ronde van Spanje |
| 1974 | buiten tijd (1)  |                     |                  |
| 1975 | opgave           |                     |                  |
| 1976 |                  |                     | opgave           |